# Nagano Shigeo
Nagano Shigeo (japanisch 永野 重雄; geboren 15. Juli 1900 in Matsue (Präfektur Shimane); gestorben 4. Mai 1984) war als ein japanischer Unternehmer und Organisator am Wiederaufbau der Wirtschaft nach Ende des Pazifikkriegs beteiligt.

## Leben und Wirken
Nagano Shigeo wuchs in Hiroshima auf, machte 1924 seinen Abschluss an der Juristischen Fakultät der Universität Tokio und nahm seine Arbeit bei Asano Bussan (浅野物産) auf. Im folgenden Jahr wechselte er zu Fuji Steel (富士製鋼, Fuji seitetsu) und 1933  Manager, der die heruntergekommene Firma wieder zum Gewinn führen konnte. 1934 wechselte er zu Nippon Steel (日本製鉄).
1950 spaltete sich Nippon Steel auf in die Konzerne Yawata  Steel (八幡製鉄) und Fuji Steel. Sie vereinigten sich 1970 wieder zu „Neu Nippon Steel“ – Shin-Nippon Seitetsu, dessen Aufsichtsratsvorsitzender Nagano wurde. 1973 zog er sich zurück und wirkte als Berater der Firma.
Nagano war stellvertretender Direktor des nach dem Pazifikkrieg im August 1946 vom SCAP eingerichteten „Economy Stabilisation Board“ (経済安定本部, Keizai antei honbu). Er beteiligte sich auch an der Gründung des „Freundeskreises der Wirtschaft“ (経済同友会; Keizai dōyūkai). Als führende Persönlichkeit in Wirtschaftskreisen wurde er 1969 Vorsitzender der japanischen Industrie- und Handelskammer (日本商工会議所, Nihon shōkō kaigi-jo) und blieb das auch für die nächsten fünfzehn Jahre. 
Er gehört, zusammen mit Kobayashi Ataru (1899–1981), Mizuno Shigeo (1899–1972) und Sakurada Takeshi (1904–1985), zu den führenden Persönlichkeiten des wirtschaftlichen und politischen Aufbaus nach Ende des Pazifikkriegs. Die vier werden daher die „Vier Himmelskönige der Wirtschaftswelt“ (財界四天王, Zaikai Shitennō) genannt.